# جيانغ زهي
جيانغ زهي (بالصينية: 蒋哲) هو لاعب كرة قدم صيني في مركز الوسط، ولد في 26 فبراير 1989 في داليان في الصين. شارك مع منتخب الصين تحت 23 سنة لكرة القدم. أما مع النوادي، فقد لعب مع نادي تشانغتشون ياتاي.

## وصلات خارجية
- جيانغ زهي على موقع قاعدة بيانات كرة القدم.إي يو (الإنجليزية)
- جيانغ زهي على موقع Soccerway.com (الإنجليزية)